# NBA Playoffs 1981
Gli NBA Playoffs 1981 si conclusero con la vittoria dei Boston Celtics (campioni della Eastern Conference) che sconfissero i campioni della Western conference, gli Houston Rockets.
I Los Angeles Lakers vinsero per tutti gli anni 80 il titolo della Western Conference, eccetto nel 1981 e nel 1986, sempre ad opera degli Houston Rockets.

## Squadre qualificate

### Eastern Conference
1. Boston Celtics
2. Milwaukee Bucks
3. Philadelphia 76ers
4. N.Y. Knicks
5. Chicago Bulls
6. Indiana Pacers

### Western Conference
1. Phoenix Suns
2. San Antonio Spurs
3. L.A. Lakers
4. Portland T. Blazers
5. K.C. Kings
6. Houston Rockets

## Tabellone
|  | Primo turno        | Primo turno         | Primo turno        |                     |                    | Semifinali di Conference | Semifinali di Conference | Semifinali di Conference |  |   | Finali di Conference | Finali di Conference | Finali di Conference |   |  | Finali NBA | Finali NBA | Finali NBA |
|  |                    |                     |                    |                     |                    |                          |                          |                          |  |   |                      |                      |                      |   |  |            |            |            |
|  |                    |                     |                    |                     |                    |                          |                          |                          |  |   |                      |                      |                      |   |  |            |            |            |
|  |                    | 1                   | Phoenix Suns *     | 3                   |                    |                          |                          |                          |  |   |                      |                      |                      |   |  |            |            |            |
|  |                    |                     |                    | 3                   |                    |                          |                          |                          |  |   |                      |                      |                      |   |  |            |            |            |
|  |                    |                     | 5                  | K.C. Kings          | 4                  |                          |                          |                          |  |   |                      |                      |                      |   |  |            |            |            |
|  | 4                  | Portland T. Blazers | 5                  | K.C. Kings          | 4                  | 1                        |                          |                          |  |   |                      |                      |                      |   |  |            |            |            |
|  | 4                  | Portland T. Blazers |                    |                     |                    | 1                        |                          |                          |  |   |                      |                      |                      |   |  |            |            |            |
|  | 5                  | K.C. Kings          | 2                  |                     |                    |                          |                          |                          |  |   |                      |                      |                      |   |  |            |            |            |
|  | 5                  | K.C. Kings          | 2                  |                     |                    |                          |                          |                          |  | 5 | K.C. Kings           | 1                    |                      |   |  |            |            |            |
|  | Western Conference |                     |                    |                     |                    |                          |                          |                          |  | 5 | K.C. Kings           | 1                    |                      |   |  |            |            |            |
|  |                    | 6                   | Houston Rockets    | 4                   |                    |                          |                          |                          |  |   |                      |                      |                      |   |  |            |            |            |
|  | 3                  | 6                   | Houston Rockets    | 4                   | L.A. Lakers        | 1                        |                          |                          |  |   |                      |                      |                      |   |  |            |            |            |
|  | 3                  |                     |                    |                     | L.A. Lakers        | 1                        |                          |                          |  |   |                      |                      |                      |   |  |            |            |            |
|  | 6                  | Houston Rockets     | 2                  |                     |                    |                          |                          |                          |  |   |                      |                      |                      |   |  |            |            |            |
|  | 6                  | Houston Rockets     | 2                  |                     | 6                  | Houston Rockets          | 4                        |                          |  |   |                      |                      |                      |   |  |            |            |            |
|  |                    |                     |                    |                     | 6                  | Houston Rockets          | 4                        |                          |  |   |                      |                      |                      |   |  |            |            |            |
|  |                    |                     | 2                  | San Antonio Spurs * | 3                  |                          |                          |                          |  |   |                      |                      |                      |   |  |            |            |            |
|  |                    |                     | 2                  | San Antonio Spurs * | 3                  |                          |                          |                          |  |   |                      |                      |                      |   |  |            |            |            |
|  |                    |                     |                    |                     |                    |                          |                          |                          |  |   |                      |                      |                      |   |  |            |            |            |
|  |                    |                     |                    |                     |                    |                          |                          |                          |  |   |                      |                      |                      |   |  |            |            |            |
|  |                    |                     |                    |                     |                    |                          |                          |                          |  |   |                      | W6                   | Houston Rockets      | 2 |  |            |            |            |
|  |                    |                     |                    |                     |                    |                          |                          |                          |  |   |                      |                      |                      |   |  |            |            |            |
|  |                    | E1                  | Boston Celtics *   | 4                   |                    |                          |                          |                          |  |   |                      |                      |                      |   |  |            |            |            |
|  |                    | E1                  | Boston Celtics *   | 4                   |                    |                          |                          |                          |  |   |                      |                      |                      |   |  |            |            |            |
|  |                    |                     |                    |                     |                    |                          |                          |                          |  |   |                      |                      |                      |   |  |            |            |            |
|  |                    |                     |                    |                     |                    |                          |                          |                          |  |   |                      |                      |                      |   |  |            |            |            |
|  |                    | 1                   | Boston Celtics *   | 4                   |                    |                          |                          |                          |  |   |                      |                      |                      |   |  |            |            |            |
|  |                    |                     |                    | 4                   |                    |                          |                          |                          |  |   |                      |                      |                      |   |  |            |            |            |
|  |                    |                     | 5                  | Chicago Bulls       | 0                  |                          |                          |                          |  |   |                      |                      |                      |   |  |            |            |            |
|  | 4                  | N.Y. Knicks         | 5                  | Chicago Bulls       | 0                  | 0                        |                          |                          |  |   |                      |                      |                      |   |  |            |            |            |
|  | 4                  | N.Y. Knicks         |                    |                     |                    | 0                        |                          |                          |  |   |                      |                      |                      |   |  |            |            |            |
|  | 5                  | Chicago Bulls       | 2                  |                     |                    |                          |                          |                          |  |   |                      |                      |                      |   |  |            |            |            |
|  | 5                  | Chicago Bulls       | 2                  |                     |                    |                          |                          |                          |  | 1 | Boston Celtics *     | 4                    |                      |   |  |            |            |            |
|  | Eastern Conference |                     |                    |                     |                    |                          |                          |                          |  | 1 | Boston Celtics *     | 4                    |                      |   |  |            |            |            |
|  |                    | 3                   | Philadelphia 76ers | 3                   |                    |                          |                          |                          |  |   |                      |                      |                      |   |  |            |            |            |
|  | 3                  | 3                   | Philadelphia 76ers | 3                   | Philadelphia 76ers | 2                        |                          |                          |  |   |                      |                      |                      |   |  |            |            |            |
|  | 3                  |                     |                    |                     | Philadelphia 76ers | 2                        |                          |                          |  |   |                      |                      |                      |   |  |            |            |            |
|  | 6                  | Indiana Pacers      | 0                  |                     |                    |                          |                          |                          |  |   |                      |                      |                      |   |  |            |            |            |
|  | 6                  | Indiana Pacers      | 0                  |                     | 3                  | Philadelphia 76ers       | 4                        |                          |  |   |                      |                      |                      |   |  |            |            |            |
|  |                    |                     |                    |                     | 3                  | Philadelphia 76ers       | 4                        |                          |  |   |                      |                      |                      |   |  |            |            |            |
|  |                    |                     | 2                  | Milwaukee Bucks *   | 3                  |                          |                          |                          |  |   |                      |                      |                      |   |  |            |            |            |
|  |                    |                     | 2                  | Milwaukee Bucks *   | 3                  |                          |                          |                          |  |   |                      |                      |                      |   |  |            |            |            |
|  |                    |                     |                    |                     |                    |                          |                          |                          |  |   |                      |                      |                      |   |  |            |            |            |

Legenda
- * Vincitore Division
- "Grassetto" Vincitore serie
- "Corsivo" Squadra con fattore campo

## Eastern Conference

### Primo turno

#### (3) Philadelphia 76ers - (6) Indiana Pacers
RISULTATO FINALE: 2-0
| Filadelfia 31 marzo 1981 Gara 1                                                                             | Philadelphia 76ers | 124 – 108 (38-33, 29-16, 24-30, 33-29) referto | Indiana Pacers | Spectrum (7.288 spett.) |
| J. Erving 32 Punti B. Knight 25 A. Toney 11 Assist J. Davis 8 C. Jones 12 Rimbalzi B. Knight , C. Johnson 7 |                    |                                                |                |                         |
| |                    |                                                |                |                         |
| J. Erving 32                                                                                                | Punti              | B. Knight 25                                   |                |                         |
| A. Toney 11                                                                                                 | Assist             | J. Davis 8                                     |                |                         |
| C. Jones 12                                                                                                 | Rimbalzi           | B. Knight, C. Johnson 7                        |                |                         |

| Indianapolis 2 aprile 1981 Gara 2                                                                | Indiana Pacers | 85 – 96 (23-27, 18-25, 24-18, 20-26) referto | Philadelphia 76ers | Market Square Arena (8.921 spett.) |
| J. Davis 21 Punti J. Erving 23 B. Knight 4 Assist M. Cheeks 6 C. Johnson 13 Rimbalzi C. Jones 11 |                |                                              |                    |                                    |
|                                                                                                  |                |                                              |                    |                                    |
| J. Davis 21                                                                                      | Punti          | J. Erving 23                                 |                    |                                    |
| B. Knight 4                                                                                      | Assist         | M. Cheeks 6                                  |                    |                                    |
| C. Johnson 13                                                                                    | Rimbalzi       | C. Jones 11                                  |                    |                                    |

PRECEDENTI IN REGULAR SEASON
| Regular Season 1979-80 | Philadelphia 76ers | 6 – 0 | Indiana Pacers | Referto 1 - Referto 2 - Referto 3 - Referto 4 - Referto 5 - Referto 6 |
| Indiana Pacers 103 Philadelphia 76ers 97 Indiana Pacers 107 Philadelphia 76ers 118 Indiana Pacers 102 Philadelphia 76ers 107 Punti 130 Philadelphia 76ers 88 Indiana Pacers 109 Philadelphia 76ers 104 Indiana Pacers 103 Philadelphia 76ers 95 Indiana Pacers |                    | |                |                                                                       |
| |                    | |                |                                                                       |
| Indiana Pacers 103 Philadelphia 76ers 97 Indiana Pacers 107 Philadelphia 76ers 118 Indiana Pacers 102 Philadelphia 76ers 107 | Punti              | 130 Philadelphia 76ers 88 Indiana Pacers 109 Philadelphia 76ers 104 Indiana Pacers 103 Philadelphia 76ers 95 Indiana Pacers |                |                                                                       |

PRECEDENTI NEI PLAYOFF

Si è trattata della prima sfida tra le due squadre ai playoff.

#### (4) New York Knicks - (5) Chicago Bulls
RISULTATO FINALE: 0-2
| New York 31 marzo 1981 Gara 1                                                                                    | N.Y. Knicks | 80 – 90 (24-12, 16-23, 18-25, 22-30) referto | Chicago Bulls | Madison Square Garden (14.822 spett.) |
| R. Williams 19 Punti R. Sobers 18 M.R. Richardson 6 Assist R. Sobers 6 M.R. Richardson 13 Rimbalzi A. Gilmore 16 |             |                                              |               |                                       |
| |             |                                              |               |                                       |
| R. Williams 19                                                                                                   | Punti       | R. Sobers 18                                 |               |                                       |
| M.R. Richardson 6                                                                                                | Assist      | R. Sobers 6                                  |               |                                       |
| M.R. Richardson 13                                                                                               | Rimbalzi    | A. Gilmore 16                                |               |                                       |

| Chicago 3 aprile 1981 Gara 2 | Chicago Bulls | 115 – 114 (d.1t.s.) (32-36, 20-26, 28-25, 26-19) (9-8) referto | N.Y. Knicks | Chicago Stadium (19.901 spett.) |
| R. Theus 37 Punti C. Russell 29 R. Theus 11 Assist M.R. Richardson , C. Russell , R. Williams 5 D. Jones 14 Rimbalzi M.R. Richardson , S. Williams , M. Webster 6 |               |                                                                |             |                                 |
| |               |                                                                |             |                                 |
| R. Theus 37 | Punti         | C. Russell 29                                                  |             |                                 |
| R. Theus 11 | Assist        | M.R. Richardson, C. Russell, R. Williams 5                     |             |                                 |
| D. Jones 14 | Rimbalzi      | M.R. Richardson, S. Williams, M. Webster 6                     |             |                                 |

PRECEDENTI IN REGULAR SEASON
| Regular Season 1979-80 | N.Y. Knicks | 3 – 3 | Chicago Bulls | Referto 1 - Referto 2 - Referto 3 - Referto 4 - Referto 5 - Referto 6 |
| New York Knicks 105 Chicago Bulls 130 Chicago Bulls 117 Chicago Bulls 94 New York Knicks 97 New York Knicks 127 Punti 97 Chicago Bulls 121 New York Knicks 114 New York Knicks 112 New York Knicks 101 Chicago Bulls 117 Chicago Bulls |             | |               |                                                                       |
| |             | |               |                                                                       |
| New York Knicks 105 Chicago Bulls 130 Chicago Bulls 117 Chicago Bulls 94 New York Knicks 97 New York Knicks 127 | Punti       | 97 Chicago Bulls 121 New York Knicks 114 New York Knicks 112 New York Knicks 101 Chicago Bulls 117 Chicago Bulls |               |                                                                       |

PRECEDENTI NEI PLAYOFF

Si è trattata della prima sfida tra le due squadre ai playoff.

### Semifinali

#### (1) Boston Celtics - (5) Chicago Bulls
RISULTATO FINALE: 4-0
| Boston 5 aprile 1981 Gara 1                                                                                      | Boston Celtics | 121 – 109 (32-23, 22-29, 40-29, 27-28) referto | Chicago Bulls | Boston Garden (15.320 spett.) |
| L. Bird 23 Punti D. Jones 19 L. Bird , C. Maxwell 5 Assist D. Jones , R. Sobers 4 L. Bird 12 Rimbalzi D. Jones 9 |                |                                                |               |                               |
| |                |                                                |               |                               |
| L. Bird 23 | Punti          | D. Jones 19                                    |               |                               |
| L. Bird, C. Maxwell 5                                                                                            | Assist         | D. Jones, R. Sobers 4                          |               |                               |
| L. Bird 12 | Rimbalzi       | D. Jones 9                                     |               |                               |

| Boston 7 aprile 1981 Gara 2 | Boston Celtics | 106 – 97 (32-14, 21-24, 23-28, 30-31) referto | Chicago Bulls | Boston Garden (15.320 spett.) |
| N. Archibald , R. Parish 27 Punti R. Theus 21 L. Bird 9 Assist R. Theus , R. Sobers , B. Wilkerson 4 L. Bird 12 Rimbalzi D. Jones , A. Gilmore 10 |                |                                               |               |                               |
| |                |                                               |               |                               |
| N. Archibald, R. Parish 27 | Punti          | R. Theus 21                                   |               |                               |
| L. Bird 9 | Assist         | R. Theus, R. Sobers, B. Wilkerson 4           |               |                               |
| L. Bird 12 | Rimbalzi       | D. Jones, A. Gilmore 10                       |               |                               |

| Chicago 10 aprile 1981 Gara 3                                                                 | Chicago Bulls | 107 – 113 (35-32, 25-25, 25-30, 22-26) referto | Boston Celtics | Chicago Stadium (19.995 spett.) |
| R. Theus 26 Punti L. Bird 24 R. Theus 8 Assist L. Bird 10 D. Greenwood 12 Rimbalzi L. Bird 17 |               |                                                |                |                                 |
|                                                                                               |               |                                                |                |                                 |
| R. Theus 26                                                                                   | Punti         | L. Bird 24                                     |                |                                 |
| R. Theus 8                                                                                    | Assist        | L. Bird 10                                     |                |                                 |
| D. Greenwood 12                                                                               | Rimbalzi      | L. Bird 17                                     |                |                                 |

| Chicago 12 aprile 1981 Gara 4                                                                                   | Chicago Bulls | 103 – 109 (24-25, 29-30, 27-25, 23-29) referto | Boston Celtics | Chicago Stadium (18.249 spett.) |
| D. Greenwood 24 Punti L. Bird 35 R. Sobers , R. Theus 7 Assist T. Archibald 6 A. Gilmore 15 Rimbalzi L. Bird 11 |               |                                                |                |                                 |
| |               |                                                |                |                                 |
| D. Greenwood 24                                                                                                 | Punti         | L. Bird 35                                     |                |                                 |
| R. Sobers, R. Theus 7                                                                                           | Assist        | T. Archibald 6                                 |                |                                 |
| A. Gilmore 15                                                                                                   | Rimbalzi      | L. Bird 11                                     |                |                                 |

PRECEDENTI IN REGULAR SEASON
| Regular Season 1979-80 | Boston Celtics | 5 – 1 | Chicago Bulls | Referto 1 - Referto 2 - Referto 3 - Referto 4 - Referto 5 - Referto 6 |
| Boston Celtics 111 Chicago Bulls 112 Chicago Bulls 95 Boston Celtics 115 (1 t.s.) Boston Celtics 117 Chicago Bulls 108 Punti 105 Chicago Bulls 113 Boston Celtics 106 Boston Celtics 98 Chicago Bulls 111 Chicago Bulls 85 Boston Celtics |                | |               |                                                                       |
| |                | |               |                                                                       |
| Boston Celtics 111 Chicago Bulls 112 Chicago Bulls 95 Boston Celtics 115 (1 t.s.) Boston Celtics 117 Chicago Bulls 108 | Punti          | 105 Chicago Bulls 113 Boston Celtics 106 Boston Celtics 98 Chicago Bulls 111 Chicago Bulls 85 Boston Celtics |               |                                                                       |

PRECEDENTI NEI PLAYOFF

Si è trattata della prima sfida tra le due squadre ai playoff.

#### (2) Milwaukee Bucks - (3) Philadelphia 76ers
RISULTATO FINALE: 3-4
| Filadelfia 5 aprile 1981 Gara 1                                                                      | Philadelphia 76ers | 125 – 122 (32-37, 34-26, 27-27, 32-32) referto | Milwaukee Bucks | Spectrum (9.727 spett.) |
| J. Erving 38 Punti J. Bridgeman 32 C. Jones 7 Assist Q. Buckner 8 C. Jones 11 Rimbalzi M. Johnson 14 |                    |                                                |                 |                         |
| |                    |                                                |                 |                         |
| J. Erving 38                                                                                         | Punti              | J. Bridgeman 32                                |                 |                         |
| C. Jones 7                                                                                           | Assist             | Q. Buckner 8                                   |                 |                         |
| C. Jones 11                                                                                          | Rimbalzi           | M. Johnson 14                                  |                 |                         |

| Filadelfia 7 aprile 1981 Gara 2                                                                    | Philadelphia 76ers | 99 – 109 (25-21, 20-33, 32-23, 22-32) referto | Milwaukee Bucks | Spectrum (15.259 spett.) |
| B. Jones 22 Punti M. Johnson 22 M. Cheeks 6 Assist Q. Buckner 6 J. Erving 13 Rimbalzi B. Lanier 10 |                    |                                               |                 |                          |
| |                    |                                               |                 |                          |
| B. Jones 22                                                                                        | Punti              | M. Johnson 22                                 |                 |                          |
| M. Cheeks 6                                                                                        | Assist             | Q. Buckner 6                                  |                 |                          |
| J. Erving 13                                                                                       | Rimbalzi           | B. Lanier 10                                  |                 |                          |

| Milwaukee 10 aprile 1981 Gara 3                                                                                 | Milwaukee Bucks | 103 – 108 (32-28, 22-26, 25-33, 24-21) referto | Philadelphia 76ers | MECCA Arena (11.052 spett.) |
| M. Johnson 29 Punti J. Erving , D. Dawkins 23 M. Johnson 8 Assist M. Cheeks 9 M. Johnson 9 Rimbalzi C. Jones 13 |                 |                                                |                    |                             |
| |                 |                                                |                    |                             |
| M. Johnson 29                                                                                                   | Punti           | J. Erving, D. Dawkins 23                       |                    |                             |
| M. Johnson 8 | Assist          | M. Cheeks 9                                    |                    |                             |
| M. Johnson 9 | Rimbalzi        | C. Jones 13                                    |                    |                             |

| Milwaukee 12 aprile 1981 Gara 4                                                                     | Milwaukee Bucks | 109 – 98 (35-21, 26-28, 17-24, 31-25) referto | Philadelphia 76ers | MECCA Arena (11.052 spett.) |
| M. Johnson 35 Punti J. Erving 22 M. Johnson 7 Assist M. Cheeks 8 S. Moncrief 10 Rimbalzi C. Jones 8 |                 |                                               |                    |                             |
| |                 |                                               |                    |                             |
| M. Johnson 35                                                                                       | Punti           | J. Erving 22                                  |                    |                             |
| M. Johnson 7                                                                                        | Assist          | M. Cheeks 8                                   |                    |                             |
| S. Moncrief 10                                                                                      | Rimbalzi        | C. Jones 8                                    |                    |                             |

| Filadelfia 15 aprile 1981 Gara 5                                                                                                | Philadelphia 76ers | 116 – 99 (27-22, 31-25, 30-26, 28-26) referto | Milwaukee Bucks | Spectrum (15.384 spett.) |
| M. Cheeks , L. Hollins 20 Punti M. Johnson , S. Moncrief 20 M. Cheeks 10 Assist M. Johnson 7 J. Erving 9 Rimbalzi M. Johnson 13 |                    |                                               |                 |                          |
| |                    |                                               |                 |                          |
| M. Cheeks, L. Hollins 20 | Punti              | M. Johnson, S. Moncrief 20                    |                 |                          |
| M. Cheeks 10 | Assist             | M. Johnson 7                                  |                 |                          |
| J. Erving 9 | Rimbalzi           | M. Johnson 13                                 |                 |                          |

| Milwaukee 17 aprile 1981 Gara 6                                                                                 | Milwaukee Bucks | 109 – 86 (24-19, 20-26, 30-21, 35-20) referto | Philadelphia 76ers | MECCA Arena (11.052 spett.) |
| M. Johnson 22 Punti J. Erving 25 B. Lanier , Q. Buckner 6 Assist M. Cheeks 7 M. Johnson 12 Rimbalzi J. Erving 7 |                 |                                               |                    |                             |
| |                 |                                               |                    |                             |
| M. Johnson 22                                                                                                   | Punti           | J. Erving 25                                  |                    |                             |
| B. Lanier, Q. Buckner 6                                                                                         | Assist          | M. Cheeks 7                                   |                    |                             |
| M. Johnson 12                                                                                                   | Rimbalzi        | J. Erving 7                                   |                    |                             |

| Filadelfia 19 aprile 1981 Gara 7 | Philadelphia 76ers | 99 – 98 (28-28, 30-20, 21-25, 20-25) referto       | Milwaukee Bucks | Spectrum (6.704 spett.) |
| J. Erving 28 Punti M. Johnson 36 M. Cheeks 11 Assist S. Moncrief , B. Lanier , B. Winters , J. Bridgeman 4 C. Jones 12 Rimbalzi B. Lanier 10 |                    |                                                    |                 |                         |
| |                    |                                                    |                 |                         |
| J. Erving 28 | Punti              | M. Johnson 36                                      |                 |                         |
| M. Cheeks 11 | Assist             | S. Moncrief, B. Lanier, B. Winters, J. Bridgeman 4 |                 |                         |
| C. Jones 12 | Rimbalzi           | B. Lanier 10                                       |                 |                         |

PRECEDENTI IN REGULAR SEASON
| Regular Season 1979-80 | Milwaukee Bucks | 3 – 2 | Philadelphia 76ers | Referto 1 - Referto 2 - Referto 3 - Referto 4 - Referto 5 |
| Philadelphia 76ers 103 Milwaukee Bucks 121 Milwaukee Bucks 113 Philadelphia 76ers 123 Milwaukee Bucks 120 Punti 106 Milwaukee Bucks 136 Philadelphia 76ers 110 Philadelphia 76ers 100 Milwaukee Bucks 104 Philadelphia 76ers |                 | |                    |                                                           |
| |                 | |                    |                                                           |
| Philadelphia 76ers 103 Milwaukee Bucks 121 Milwaukee Bucks 113 Philadelphia 76ers 123 Milwaukee Bucks 120 | Punti           | 106 Milwaukee Bucks 136 Philadelphia 76ers 110 Philadelphia 76ers 100 Milwaukee Bucks 104 Philadelphia 76ers |                    |                                                           |

PRECEDENTI NEI PLAYOFF
|  | Milwaukee Bucks (1970) | 1 – 0 | Philadelphia 76ers |  |

### Finale

#### (1) Boston Celtics - (3) Philadelphia 76ers
RISULTATO FINALE: 4-3
| Boston 21 aprile 1981 Gara 1                                                                     | Boston Celtics | 104 – 105 (32-24, 22-31, 25-22, 25-28) referto | Philadelphia 76ers | Boston Garden (15.320 spett.) |
| L. Bird 33 Punti A. Toney 26 T. Archibald 9 Assist M. Cheeks 8 R. Parish 13 Rimbalzi J. Erving 9 |                |                                                |                    |                               |
|                                                                                                  |                |                                                |                    |                               |
| L. Bird 33                                                                                       | Punti          | A. Toney 26                                    |                    |                               |
| T. Archibald 9                                                                                   | Assist         | M. Cheeks 8                                    |                    |                               |
| R. Parish 13                                                                                     | Rimbalzi       | J. Erving 9                                    |                    |                               |

| Boston 22 aprile 1981 Gara 2                                                                         | Boston Celtics | 118 – 99 (30-22, 36-25, 25-26, 27-26) referto | Philadelphia 76ers | Boston Garden (15.320 spett.) |
| L. Bird 34 Punti A. Toney 35 L. Bird 5 Assist A. Toney 7 L. Bird 16 Rimbalzi D. Dawkins , A. Toney 7 |                |                                               |                    |                               |
| |                |                                               |                    |                               |
| L. Bird 34                                                                                           | Punti          | A. Toney 35                                   |                    |                               |
| L. Bird 5                                                                                            | Assist         | A. Toney 7                                    |                    |                               |
| L. Bird 16                                                                                           | Rimbalzi       | D. Dawkins, A. Toney 7                        |                    |                               |

| Filadelfia 24 aprile 1981 Gara 3                                                                | Philadelphia 76ers | 110 – 100 (31-20, 31-27, 27-26, 21-27) referto | Boston Celtics | Spectrum (18.276 spett.) |
| J. Erving 22 Punti L. Bird 22 M. Cheeks 8 Assist T. Archibald 5 C. Jones 14 Rimbalzi L. Bird 13 |                    |                                                |                |                          |
|                                                                                                 |                    |                                                |                |                          |
| J. Erving 22                                                                                    | Punti              | L. Bird 22                                     |                |                          |
| M. Cheeks 8                                                                                     | Assist             | T. Archibald 5                                 |                |                          |
| C. Jones 14                                                                                     | Rimbalzi           | L. Bird 13                                     |                |                          |

| Filadelfia 26 aprile 1981 Gara 4                                                                     | Philadelphia 76ers | 107 – 105 (34-27, 31-21, 17-31, 25-26) referto | Boston Celtics | Spectrum (18.276 spett.) |
| J. Erving 20 Punti C. Maxwell 20 M. Cheeks 10 Assist T. Archibald 14 C. Jones 10 Rimbalzi L. Bird 17 |                    |                                                |                |                          |
| |                    |                                                |                |                          |
| J. Erving 20                                                                                         | Punti              | C. Maxwell 20                                  |                |                          |
| M. Cheeks 10                                                                                         | Assist             | T. Archibald 14                                |                |                          |
| C. Jones 10                                                                                          | Rimbalzi           | L. Bird 17                                     |                |                          |

| Boston 26 aprile 1981 Gara 5                                                                                   | Boston Celtics | 111 – 109 (24-22, 25-37, 35-26, 27-24) referto | Philadelphia 76ers | Boston Garden (15.320 spett.) |
| L. Bird 32 Punti L. Hollins 23 T. Archibald 7 Assist J. Erving , L. Hollins 5 L. Bird 11 Rimbalzi D. Dawkins 8 |                |                                                |                    |                               |
| |                |                                                |                    |                               |
| L. Bird 32 | Punti          | L. Hollins 23                                  |                    |                               |
| T. Archibald 7                                                                                                 | Assist         | J. Erving, L. Hollins 5                        |                    |                               |
| L. Bird 11 | Rimbalzi       | D. Dawkins 8                                   |                    |                               |

| Filadelfia 1 maggio 1981 Gara 6                                                                 | Philadelphia 76ers | 98 – 100 (31-18, 20-24, 22-28, 25-30) referto | Boston Celtics | Spectrum (18.276 spett.) |
| D. Dawkins 24 Punti L. Bird 25 M. Cheeks 8 Assist T. Archibald 6 C. Jones 8 Rimbalzi L. Bird 16 |                    |                                               |                |                          |
|                                                                                                 |                    |                                               |                |                          |
| D. Dawkins 24                                                                                   | Punti              | L. Bird 25                                    |                |                          |
| M. Cheeks 8                                                                                     | Assist             | T. Archibald 6                                |                |                          |
| C. Jones 8                                                                                      | Rimbalzi           | L. Bird 16                                    |                |                          |

| Boston 3 maggio 1981 Gara 7                                                                     | Boston Celtics | 91 – 90 (26-31, 22-22, 23-22, 20-15) referto | Philadelphia 76ers | Boston Garden (15.320 spett.) |
| L. Bird 23 Punti J. Erving 23 T. Archibald 7 Assist M. Cheeks 7 L. Bird 11 Rimbalzi C. Jones 15 |                |                                              |                    |                               |
|                                                                                                 |                |                                              |                    |                               |
| L. Bird 23                                                                                      | Punti          | J. Erving 23                                 |                    |                               |
| T. Archibald 7                                                                                  | Assist         | M. Cheeks 7                                  |                    |                               |
| L. Bird 11                                                                                      | Rimbalzi       | C. Jones 15                                  |                    |                               |

PRECEDENTI IN REGULAR SEASON
| Regular Season 1979-80 | Boston Celtics | 3 – 3 | Philadelphia 76ers | Referto 1 - Referto 2 - Referto 3 - Referto 4 - Referto 5 - Referto 6 |
| (1 t.s.) Philadelphia 76ers 117 Boston Celtics 104 Philadelphia 76ers 107 Boston Celtics 114 Philadelphia 76ers 126 Boston Celtics 98 Punti 113 Boston Celtics 101 Philadelphia 76ers 104 Boston Celtics 107 Philadelphia 76ers 94 Boston Celtics 94 Philadelphia 76ers |                | |                    |                                                                       |
| |                | |                    |                                                                       |
| (1 t.s.) Philadelphia 76ers 117 Boston Celtics 104 Philadelphia 76ers 107 Boston Celtics 114 Philadelphia 76ers 126 Boston Celtics 98 | Punti          | 113 Boston Celtics 101 Philadelphia 76ers 104 Boston Celtics 107 Philadelphia 76ers 94 Boston Celtics 94 Philadelphia 76ers |                    |                                                                       |

PRECEDENTI NEI PLAYOFF
|  | Boston Celtics (1953, 1957, 1959, 1961, 1965, 1966, 1968, 1969) | 8 – 7 | Philadelphia 76ers (1954, 1954, 1955, 1956, 1967, 1977, 1980) |  |

## Western Conference

### Primo turno

#### (3) Los Angeles Lakers - (6) Houston Rockets
RISULTATO FINALE: 1-2
| Inglewood 1 aprile 1981 Gara 1                                                                            | L.A. Lakers | 107 – 111 (26-32, 24-28, 31-29, 26-22) referto | Houston Rockets | The Forum (15.517 spett.) |
| M. Johnson 26 Punti M. Malone 38 N. Nixon 10 Assist A. Leavell 8 K. Abdul-Jabbar 15 Rimbalzi M. Malone 23 |             |                                                |                 |                           |
| |             |                                                |                 |                           |
| M. Johnson 26                                                                                             | Punti       | M. Malone 38                                   |                 |                           |
| N. Nixon 10                                                                                               | Assist      | A. Leavell 8                                   |                 |                           |
| K. Abdul-Jabbar 15                                                                                        | Rimbalzi    | M. Malone 23                                   |                 |                           |

| Houston 3 aprile 1981 Gara 2                                                                             | Houston Rockets | 106 – 111 (18-27, 29-27, 23-30, 36-27) referto | L.A. Lakers | The Summit (16.121 spett.) |
| M. Malone 33 Punti K. Abdul-Jabbar 27 C. Murphy 8 Assist N. Nixon 11 M. Malone 15 Rimbalzi M. Johnson 18 |                 |                                                |             |                            |
| |                 |                                                |             |                            |
| M. Malone 33                                                                                             | Punti           | K. Abdul-Jabbar 27                             |             |                            |
| C. Murphy 8                                                                                              | Assist          | N. Nixon 11                                    |             |                            |
| M. Malone 15                                                                                             | Rimbalzi        | M. Johnson 18                                  |             |                            |

| Inglewood 5 aprile 1981 Gara 3                                                                                    | L.A. Lakers | 86 – 89 (29-27, 18-22, 20-22, 19-18) referto | Houston Rockets | The Forum (14.813 spett.) |
| K. Abdul-Jabbar 32 Punti M. Malone 23 M. Johnson 9 Assist T. Henderson 7 K. Abdul-Jabbar 18 Rimbalzi M. Malone 15 |             |                                              |                 |                           |
| |             |                                              |                 |                           |
| K. Abdul-Jabbar 32                                                                                                | Punti       | M. Malone 23                                 |                 |                           |
| M. Johnson 9 | Assist      | T. Henderson 7                               |                 |                           |
| K. Abdul-Jabbar 18                                                                                                | Rimbalzi    | M. Malone 15                                 |                 |                           |

PRECEDENTI IN REGULAR SEASON
| Regular Season 1979-80 | L.A. Lakers | 3 – 2 | Houston Rockets | Referto 1 - Referto 2 - Referto 3 - Referto 4 - Referto 5 |
| Los Angeles Lakers 114 Houston Rockets 107 Houston Rockets 108 Houston Rockets 105 Los Angeles Lakers 107 Punti 103 Houston Rockets 104 Los Angeles Lakers 109 Los Angeles Lakers 114 Los Angeles Lakers 110 Houston Rockets |             | |                 |                                                           |
| |             | |                 |                                                           |
| Los Angeles Lakers 114 Houston Rockets 107 Houston Rockets 108 Houston Rockets 105 Los Angeles Lakers 107 | Punti       | 103 Houston Rockets 104 Los Angeles Lakers 109 Los Angeles Lakers 114 Los Angeles Lakers 110 Houston Rockets |                 |                                                           |

PRECEDENTI NEI PLAYOFF

Si è trattata della prima sfida tra le due squadre ai playoff.

#### (4) Portland Trail Blazers - (5) Kansas City Kings
RISULTATO FINALE: 1-2
| Portland 1 aprile 1981 Gara 1                                                                                      | Portland T. Blazers | 97 – 98 (d.1t.s.) (18-23, 30-26, 29-18, 13-23) (7-8) referto | K.C. Kings | Memorial Coliseum (12.666 spett.) |
| B.R. Bates 25 Punti O. Birdsong 29 K. Ransey 10 Assist S. Lacey 10 K. Washington 17 Rimbalzi S. Lacey , R. King 12 |                     |                                                              |            |                                   |
| |                     |                                                              |            |                                   |
| B.R. Bates 25 | Punti               | O. Birdsong 29                                               |            |                                   |
| K. Ransey 10 | Assist              | S. Lacey 10                                                  |            |                                   |
| K. Washington 17                                                                                                   | Rimbalzi            | S. Lacey, R. King 12                                         |            |                                   |

| Kansas City 3 aprile 1981 Gara 2                                                                     | K.C. Kings | 119 – 124 (d.1t.s.) (21-22, 31-33, 34-39, 26-18) (7-12) referto | Portland T. Blazers | Kemper Arena (11.088 spett.) |
| S. Wedman 31 Punti M. Thompson 40 S. Lacey 8 Assist K. Ransey 7 S. Lacey 9 Rimbalzi K. Washington 18 |            |                                                                 |                     |                              |
| |            |                                                                 |                     |                              |
| S. Wedman 31                                                                                         | Punti      | M. Thompson 40                                                  |                     |                              |
| S. Lacey 8                                                                                           | Assist     | K. Ransey 7                                                     |                     |                              |
| S. Lacey 9                                                                                           | Rimbalzi   | K. Washington 18                                                |                     |                              |

| Portland 5 aprile 1981 Gara 3                                                                        | Portland T. Blazers | 95 – 104 (29-22, 19-27, 20-25, 27-30) referto | K.C. Kings | Memorial Coliseum (12.666 spett.) |
| B.R. Bates 34 Punti R. King 28 K. Ransey 8 Assist E. Grunfeld 6 K. Washington 17 Rimbalzi R. King 15 |                     |                                               |            |                                   |
| |                     |                                               |            |                                   |
| B.R. Bates 34                                                                                        | Punti               | R. King 28                                    |            |                                   |
| K. Ransey 8                                                                                          | Assist              | E. Grunfeld 6                                 |            |                                   |
| K. Washington 17                                                                                     | Rimbalzi            | R. King 15                                    |            |                                   |

PRECEDENTI IN REGULAR SEASON
| Regular Season 1979-80 | Portland T. Blazers | 2 – 3 | K.C. Kings | Referto 1 - Referto 2 - Referto 3 - Referto 4 - Referto 5 |
| Kansas City Kings 115 Portland Trail Blazers 101 Kansas City Kings 91 (1 t.s.) Portland Trail Blazers 129 Kansas City Kings 106 Punti 98 Portland Trail Blazers 102 Kansas City Kings 110 Portland Trail Blazers 123 Kansas City Kings 100 Portland Trail Blazers |                     | |            |                                                           |
| |                     | |            |                                                           |
| Kansas City Kings 115 Portland Trail Blazers 101 Kansas City Kings 91 (1 t.s.) Portland Trail Blazers 129 Kansas City Kings 106 | Punti               | 98 Portland Trail Blazers 102 Kansas City Kings 110 Portland Trail Blazers 123 Kansas City Kings 100 Portland Trail Blazers |            |                                                           |

PRECEDENTI NEI PLAYOFF

Si è trattata della prima sfida tra le due squadre ai playoff.

### Semifinali

#### (1) Phoenix Suns - (5) Kansas City Kings
RISULTATO FINALE: 3-4
| Phoenix 7 aprile 1981 Gara 1                                                                                                 | Phoenix Suns | 102 – 80 (23-20, 28-26, 24-12, 27-22) referto | K.C. Kings | Arizona Veterans Memorial Coliseum (12.660 spett.) |
| D. Johnson , W. Davis 16 Punti R. King 15 W. Davis , A. Scott , R. Kelley 4 Assist L. Walton 6 J. Cook 12 Rimbalzi R. King 8 |              |                                               |            |                                                    |
| |              |                                               |            |                                                    |
| D. Johnson, W. Davis 16 | Punti        | R. King 15                                    |            |                                                    |
| W. Davis, A. Scott, R. Kelley 4                                                                                              | Assist       | L. Walton 6                                   |            |                                                    |
| J. Cook 12 | Rimbalzi     | R. King 8                                     |            |                                                    |

| Phoenix 8 aprile 1981 Gara 2                                                                       | Phoenix Suns | 83 – 88 (20-24, 23-19, 20-18, 20-27) referto | K.C. Kings | Arizona Veterans Memorial Coliseum (12.660 spett.) |
| D. Johnson 31 Punti S. Wedman 24 A. Adams 4 Assist E. Grunfeld 8 T. Robinson 8 Rimbalzi R. King 12 |              |                                              |            |                                                    |
| |              |                                              |            |                                                    |
| D. Johnson 31                                                                                      | Punti        | S. Wedman 24                                 |            |                                                    |
| A. Adams 4                                                                                         | Assist       | E. Grunfeld 8                                |            |                                                    |
| T. Robinson 8                                                                                      | Rimbalzi     | R. King 12                                   |            |                                                    |

| Kansas City 10 aprile 1981 Gara 3                                                                                                | K.C. Kings | 93 – 92 (22-20, 18-29, 28-21, 25-22) referto | Phoenix Suns | Kemper Arena (13.776 spett.) |
| R. King 29 Punti D. Johnson , A. Adams 19 E. Grunfeld 7 Assist A. Adams , J. Cook , W. Davis 4 S. Lacey 12 Rimbalzi D. Johnson 9 |            |                                              |              |                              |
| |            |                                              |              |                              |
| R. King 29 | Punti      | D. Johnson, A. Adams 19                      |              |                              |
| E. Grunfeld 7 | Assist     | A. Adams, J. Cook, W. Davis 4                |              |                              |
| S. Lacey 12 | Rimbalzi   | D. Johnson 9                                 |              |                              |

| Kansas City 12 aprile 1981 Gara 4                                                                     | K.C. Kings | 102 – 95 (33-27, 22-23, 23-22, 24-23) referto | Phoenix Suns | Kemper Arena (11.089 spett.) |
| E. Grunfeld 27 Punti T. Robinson 23 S. Lacey 10 Assist A. Adams 4 S. Lacey 11 Rimbalzi T. Robinson 13 |            |                                               |              |                              |
| |            |                                               |              |                              |
| E. Grunfeld 27                                                                                        | Punti      | T. Robinson 23                                |              |                              |
| S. Lacey 10                                                                                           | Assist     | A. Adams 4                                    |              |                              |
| S. Lacey 11                                                                                           | Rimbalzi   | T. Robinson 13                                |              |                              |

| Phoenix 15 aprile 1981 Gara 5                                                                                             | Phoenix Suns | 101 – 89 (23-25, 29-15, 21-23, 28-26) referto | K.C. Kings | Arizona Veterans Memorial Coliseum (12.660 spett.) |
| W. Davis 20 Punti R. King 29 D. Johnson , W. Davis 4 Assist E. Grunfeld 8 T. Robinson 20 Rimbalzi S. Lacey , L. Douglas 8 |              |                                               |            |                                                    |
| |              |                                               |            |                                                    |
| W. Davis 20 | Punti        | R. King 29                                    |            |                                                    |
| D. Johnson, W. Davis 4 | Assist       | E. Grunfeld 8                                 |            |                                                    |
| T. Robinson 20 | Rimbalzi     | S. Lacey, L. Douglas 8                        |            |                                                    |

| Kansas City 17 aprile 1981 Gara 6                                                                    | K.C. Kings | 76 – 81 (21-23, 16-19, 20-20, 19-19) referto | Phoenix Suns | Kemper Arena (15.232 spett.) |
| S. Wedman 19 Punti D. Johnson 17 E. Grunfeld 8 Assist A. Adams 7 S. Lacey 12 Rimbalzi T. Robinson 10 |            |                                              |              |                              |
| |            |                                              |              |                              |
| S. Wedman 19                                                                                         | Punti      | D. Johnson 17                                |              |                              |
| E. Grunfeld 8                                                                                        | Assist     | A. Adams 7                                   |              |                              |
| S. Lacey 12                                                                                          | Rimbalzi   | T. Robinson 10                               |              |                              |

| Phoenix 19 aprile 1981 Gara 7 | Phoenix Suns | 88 – 95 (18-22, 26-22, 12-24, 32-27) referto | K.C. Kings | Arizona Veterans Memorial Coliseum (12.660 spett.) |
| D. Johnson 28 Punti R. King , E. Grunfeld 23 D. Johnson 5 Assist S. Wedman 9 D. Johnson , A. Adams 7 Rimbalzi R. King , S. Lacey 7 |              |                                              |            |                                                    |
| |              |                                              |            |                                                    |
| D. Johnson 28 | Punti        | R. King, E. Grunfeld 23                      |            |                                                    |
| D. Johnson 5 | Assist       | S. Wedman 9                                  |            |                                                    |
| D. Johnson, A. Adams 7 | Rimbalzi     | R. King, S. Lacey 7                          |            |                                                    |

PRECEDENTI IN REGULAR SEASON
| Regular Season 1979-80 | Phoenix Suns | 2 – 3                                                                                         | K.C. Kings | Referto 1 - Referto 2 - Referto 3 - Referto 4 - Referto 5 |
| Phoenix Suns 109 Kansas City Kings 100 Kansas City Kings 103 Kansas City Kings 105 Phoenix Suns 101 Punti 100 Kansas City Kings 127 Phoenix Suns 100 Phoenix Suns 68 Phoenix Suns 110 Kansas City Kings |              |                                                                                               |            |                                                           |
| |              |                                                                                               |            |                                                           |
| Phoenix Suns 109 Kansas City Kings 100 Kansas City Kings 103 Kansas City Kings 105 Phoenix Suns 101 | Punti        | 100 Kansas City Kings 127 Phoenix Suns 100 Phoenix Suns 68 Phoenix Suns 110 Kansas City Kings |            |                                                           |

PRECEDENTI NEI PLAYOFF
|  | Phoenix Suns (1979, 1980) | 2 – 0 | K.C. Kings |  |

#### (2) San Antonio Spurs - (6) Houston Rockets
RISULTATO FINALE: 3-4
| San Antonio 7 aprile 1981 Gara 1                                                                              | San Antonio Spurs | 98 – 107 (27-26, 26-36, 20-22, 25-23) referto | Houston Rockets | HemisFair Arena (13.319 spett.) |
| G. Gervin 30 Punti M. Malone 27 P. Griffin 7 Assist C. Murphy , R. Reid 6 G. Johnson 12 Rimbalzi M. Malone 10 |                   |                                               |                 |                                 |
| |                   |                                               |                 |                                 |
| G. Gervin 30                                                                                                  | Punti             | M. Malone 27                                  |                 |                                 |
| P. Griffin 7                                                                                                  | Assist            | C. Murphy, R. Reid 6                          |                 |                                 |
| G. Johnson 12                                                                                                 | Rimbalzi          | M. Malone 10                                  |                 |                                 |

| San Antonio 8 aprile 1981 Gara 2                                                                                  | San Antonio Spurs | 125 – 113 (30-26, 32-25, 26-29, 37-33) referto | Houston Rockets | HemisFair Arena (12.128 spett.) |
| M. Olberding 34 Punti C. Murphy 34 D. Corzine 7 Assist R. Reid 10 G. Johnson , P. Griffin 7 Rimbalzi M. Malone 12 |                   |                                                |                 |                                 |
| |                   |                                                |                 |                                 |
| M. Olberding 34                                                                                                   | Punti             | C. Murphy 34                                   |                 |                                 |
| D. Corzine 7 | Assist            | R. Reid 10                                     |                 |                                 |
| G. Johnson, P. Griffin 7                                                                                          | Rimbalzi          | M. Malone 12                                   |                 |                                 |

| Houston 10 aprile 1981 Gara 3                                                                                              | Houston Rockets | 112 – 99 (29-34, 32-23, 25-27, 26-15) referto | San Antonio Spurs | The Summit (16.121 spett.) |
| M. Malone 41 Punti G. Gervin 33 R. Reid , C. Murphy 4 Assist M. Olberding 5 M. Malone 15 Rimbalzi G. Johnson , G. Gervin 8 |                 |                                               |                   |                            |
| |                 |                                               |                   |                            |
| M. Malone 41 | Punti           | G. Gervin 33                                  |                   |                            |
| R. Reid, C. Murphy 4 | Assist          | M. Olberding 5                                |                   |                            |
| M. Malone 15 | Rimbalzi        | G. Johnson, G. Gervin 8                       |                   |                            |

| Houston 12 aprile 1981 Gara 4                                                                                   | Houston Rockets | 112 – 114 (25-23, 28-32, 24-31, 35-28) referto | San Antonio Spurs | The Summit (16.121 spett.) |
| R. Reid 33 Punti G. Gervin 33 R. Reid , T. Henderson 6 Assist M. Olberding 6 M. Malone 9 Rimbalzi D. Corzine 11 |                 |                                                |                   |                            |
| |                 |                                                |                   |                            |
| R. Reid 33 | Punti           | G. Gervin 33                                   |                   |                            |
| R. Reid, T. Henderson 6                                                                                         | Assist          | M. Olberding 6                                 |                   |                            |
| M. Malone 9 | Rimbalzi        | D. Corzine 11                                  |                   |                            |

| San Antonio 14 aprile 1981 Gara 5                                                                      | San Antonio Spurs | 117 – 123 (29-29, 27-31, 28-31, 33-32) referto | Houston Rockets | HemisFair Arena (16.114 spett.) |
| R. Johnson 25 Punti C. Murphy 36 G. Gervin 9 Assist T. Henderson 7 G. Johnson 11 Rimbalzi M. Malone 13 |                   |                                                |                 |                                 |
| |                   |                                                |                 |                                 |
| R. Johnson 25                                                                                          | Punti             | C. Murphy 36                                   |                 |                                 |
| G. Gervin 9                                                                                            | Assist            | T. Henderson 7                                 |                 |                                 |
| G. Johnson 11                                                                                          | Rimbalzi          | M. Malone 13                                   |                 |                                 |

| Houston 15 aprile 1981 Gara 6 | Houston Rockets | 96 – 101 (33-27, 24-35, 23-17, 16-22) referto | San Antonio Spurs | The Summit (16.121 spett.) |
| M. Malone 36 Punti G. Gervin 26 R. Reid , T. Henderson 7 Assist M. Olberding 8 M. Malone 10 Rimbalzi M. Olberding , D. Corzine , G. Johnson 8 |                 |                                               |                   |                            |
| |                 |                                               |                   |                            |
| M. Malone 36 | Punti           | G. Gervin 26                                  |                   |                            |
| R. Reid, T. Henderson 7 | Assist          | M. Olberding 8                                |                   |                            |
| M. Malone 10 | Rimbalzi        | M. Olberding, D. Corzine, G. Johnson 8        |                   |                            |

| San Antonio 17 aprile 1981 Gara 7                                                                     | San Antonio Spurs | 100 – 105 (30-34, 36-23, 12-22, 22-26) referto | Houston Rockets | HemisFair Arena (16.114 spett.) |
| G. Gervin 21 Punti C. Murphy 42 J. Moore 10 Assist T. Henderson 8 G. Johnson 10 Rimbalzi M. Malone 16 |                   |                                                |                 |                                 |
| |                   |                                                |                 |                                 |
| G. Gervin 21                                                                                          | Punti             | C. Murphy 42                                   |                 |                                 |
| J. Moore 10                                                                                           | Assist            | T. Henderson 8                                 |                 |                                 |
| G. Johnson 10                                                                                         | Rimbalzi          | M. Malone 16                                   |                 |                                 |

PRECEDENTI IN REGULAR SEASON
| Regular Season 1979-80 | San Antonio Spurs | 3 – 3 | Houston Rockets | Referto 1 - Referto 2 - Referto 3 - Referto 4 - Referto 5 - Referto 6 |
| San Antonio Spurs 115 Houston Rockets 107 Houston Rockets 108 San Antonio Spurs 102 Houston Rockets 117 San Antonio Spurs 135 Punti 124 Houston Rockets 113 San Antonio Spurs 89 San Antonio Spurs 86 Houston Rockets 111 San Antonio Spurs 109 Houston Rockets |                   | |                 |                                                                       |
| |                   | |                 |                                                                       |
| San Antonio Spurs 115 Houston Rockets 107 Houston Rockets 108 San Antonio Spurs 102 Houston Rockets 117 San Antonio Spurs 135 | Punti             | 124 Houston Rockets 113 San Antonio Spurs 89 San Antonio Spurs 86 Houston Rockets 111 San Antonio Spurs 109 Houston Rockets |                 |                                                                       |

PRECEDENTI NEI PLAYOFF
|  | San Antonio Spurs | 0 – 1 | Houston Rockets (1980) |  |

### Finale

#### (5) Kansas City Kings - (6) Houston Rockets
RISULTATO FINALE: 1-4
| Kansas City 21 aprile 1981 Gara 1                                                                            | K.C. Kings | 78 – 97 (23-20, 18-24, 19-22, 18-31) referto | Houston Rockets | Kemper Arena (13.885 spett.) |
| E. Grunfeld 20 Punti M. Malone 29 P. Ford , S. Lacey 7 Assist M. Dunleavy 6 R. King 12 Rimbalzi M. Malone 12 |            |                                              |                 |                              |
| |            |                                              |                 |                              |
| E. Grunfeld 20                                                                                               | Punti      | M. Malone 29                                 |                 |                              |
| P. Ford, S. Lacey 7                                                                                          | Assist     | M. Dunleavy 6                                |                 |                              |
| R. King 12                                                                                                   | Rimbalzi   | M. Malone 12                                 |                 |                              |

| Kansas City 22 aprile 1981 Gara 2                                                                         | K.C. Kings | 88 – 79 (22-26, 25-22, 21-13, 20-18) referto | Houston Rockets | Kemper Arena (14.326 spett.) |
| R. King 31 Punti M. Malone 18 R. King , S. Lacey 6 Assist T. Henderson 7 R. King 10 Rimbalzi M. Malone 15 |            |                                              |                 |                              |
| |            |                                              |                 |                              |
| R. King 31                                                                                                | Punti      | M. Malone 18                                 |                 |                              |
| R. King, S. Lacey 6                                                                                       | Assist     | T. Henderson 7                               |                 |                              |
| R. King 10                                                                                                | Rimbalzi   | M. Malone 15                                 |                 |                              |

| Houston 24 aprile 1981 Gara 3 | Houston Rockets | 92 – 88 (24-16, 23-22, 25-20, 20-30) referto | K.C. Kings | The Summit (16.121 spett.) |
| R. Reid , B. Paultz 20 Punti R. King , S. Wedman 22 M. Dunleavy 10 Assist S. Wedman 7 M. Malone , B. Paultz 12 Rimbalzi R. King 8 |                 |                                              |            |                            |
| |                 |                                              |            |                            |
| R. Reid, B. Paultz 20 | Punti           | R. King, S. Wedman 22                        |            |                            |
| M. Dunleavy 10 | Assist          | S. Wedman 7                                  |            |                            |
| M. Malone, B. Paultz 12 | Rimbalzi        | R. King 8                                    |            |                            |

| Houston 26 aprile 1981 Gara 4                                                                        | Houston Rockets | 100 – 89 (20-19, 26-26, 29-24, 25-20) referto | K.C. Kings | The Summit (16.121 spett.) |
| M. Malone 42 Punti R. King 24 R. Reid 9 Assist P. Ford 10 M. Malone 23 Rimbalzi R. King , S. Lacey 8 |                 |                                               |            |                            |
| |                 |                                               |            |                            |
| M. Malone 42                                                                                         | Punti           | R. King 24                                    |            |                            |
| R. Reid 9                                                                                            | Assist          | P. Ford 10                                    |            |                            |
| M. Malone 23                                                                                         | Rimbalzi        | R. King, S. Lacey 8                           |            |                            |

| Kansas City 29 aprile 1981 Gara 5                                                                 | K.C. Kings | 88 – 97 (25-20, 25-30, 27-23, 11-24) referto | Houston Rockets | Kemper Arena (14.640 spett.) |
| S. Wedman 20 Punti M. Malone 36 S. Lacey 7 Assist T. Henderson 6 R. King 16 Rimbalzi M. Malone 11 |            |                                              |                 |                              |
|                                                                                                   |            |                                              |                 |                              |
| S. Wedman 20                                                                                      | Punti      | M. Malone 36                                 |                 |                              |
| S. Lacey 7                                                                                        | Assist     | T. Henderson 6                               |                 |                              |
| R. King 16                                                                                        | Rimbalzi   | M. Malone 11                                 |                 |                              |

PRECEDENTI IN REGULAR SEASON
| Regular Season 1979-80 | K.C. Kings | 4 – 2 | Houston Rockets | Referto 1 - Referto 2 - Referto 3 - Referto 4 - Referto 5 - Referto 6 |
| Houston Rockets 96 Kansas City Kings 108 Houston Rockets 108 Kansas City Kings 113 Kansas City Kings 108 Houston Rockets 91 Punti 105 Kansas City Kings 100 Houston Rockets 114 Kansas City Kings 107 Houston Rockets 114 Houston Rockets 84 Kansas City Kings |            | |                 |                                                                       |
| |            | |                 |                                                                       |
| Houston Rockets 96 Kansas City Kings 108 Houston Rockets 108 Kansas City Kings 113 Kansas City Kings 108 Houston Rockets 91 | Punti      | 105 Kansas City Kings 100 Houston Rockets 114 Kansas City Kings 107 Houston Rockets 114 Houston Rockets 84 Kansas City Kings |                 |                                                                       |

PRECEDENTI NEI PLAYOFF

Si è trattata della prima sfida tra le due squadre ai playoff.

## NBA Finals 1981

### Boston Celtics - Houston Rockets
RISULTATO FINALE
|  | Boston Celtics | 4 – 2 | Houston Rockets |  |

PRECEDENTI IN REGULAR SEASON
| Regular Season 1979-80                                                              | Boston Celtics | 2 – 0                                  | Houston Rockets | Referto 1 - Referto 2 |
| Boston Celtics 133 Houston Rockets 101 Punti 119 Houston Rockets 108 Boston Celtics |                |                                        |                 |                       |
|                                                                                     |                |                                        |                 |                       |
| Boston Celtics 133 Houston Rockets 101                                              | Punti          | 119 Houston Rockets 108 Boston Celtics |                 |                       |

PRECEDENTI NEI PLAYOFF
|  | Boston Celtics (1975, 1980) | 2 – 0 | Houston Rockets |  |

#### Roster
| \| Pos. \| Num. \| Naz. \| Nome \| Altezza \| Peso \| Data nascita \| Provenienza \| \| ---- \| ---- \| ---- \| ----------------- \| ------- \| ------ \| ------------ \| --------------------- \| \| G \| 7 \| \| Archibald, Tiny \| 185 cm \| 68 kg \| 02-09-1948 \| Texas–El Paso \| \| A \| 33 \| \| Bird, Larry \| 206 cm \| 100 kg \| 07-12-1956 \| Indiana State \| \| G/AP \| 30 \| \| Carr, M.L. \| 198 cm \| 93 kg \| 09-01-1951 \| Guilford \| \| G \| 40 \| \| Chaney, Don \| 188 cm \| 82 kg \| 22-03-1956 \| Houston \| \| A/C \| 45 \| \| Cowens, Dave \| 208 cm \| 93 kg \| 25-10-1953 \| Florida State \| \| G/AP \| 42 \| \| Fernsten, Eric \| 196 cm \| 86 kg \| 01-11-1949 \| San Francisco \| \| G \| 43 \| \| Ford, Chris \| 188 cm \| 79 kg \| 11-01-1956 \| Villanova \| \| G \| 20 \| \| Henderson, Gerald \| 193 cm \| 79 kg \| 16-01-1957 \| Virginia Commonwealth \| \| A \| 31 \| \| Judkins, Jeff \| 203 cm \| 93 kg \| 23-03-1955 \| Utah \| \| A/C \| 32 \| \| Maravich, Pete \| 208 cm \| 95 kg \| 22-06-1957 \| LSU \| \| C \| 0 \| \| Maxwell, Cedric \| 213 cm \| 104 kg \| 21-11-1953 \| Charlotte \| \| A/C \| 53 \| \| Robey, Rick \| 211 cm \| 104 kg \| 30-01-1956 \| Kentucky \| | Allenatore - Bill Fitch Assistente/i - K.C. Jones (Vice) - Jimmy Rodgers (Vice) - Ray Melchiorre (Preparatore atletico) Legenda - (C) Capitano - (FA) Free agent - (S) Sospeso - (TW) Contratto Two-way - (GL) Assegnato a squadra G League affiliata - Infortunato Roster • Transazioni · Ultima transazione: 30 giugno 1981 |                        |                   |         |        |              |                       |
| Pos. | Num. | Naz.                   | Nome              | Altezza | Peso   | Data nascita | Provenienza           |
| G | 7 | Stati Uniti (bandiera) | Archibald, Tiny   | 185 cm  | 68 kg  | 02-09-1948   | Texas–El Paso         |
| A | 33 | Stati Uniti (bandiera) | Bird, Larry       | 206 cm  | 100 kg | 07-12-1956   | Indiana State         |
| G/AP | 30 | Stati Uniti (bandiera) | Carr, M.L.        | 198 cm  | 93 kg  | 09-01-1951   | Guilford              |
| G | 40 | Stati Uniti (bandiera) | Chaney, Don       | 188 cm  | 82 kg  | 22-03-1956   | Houston               |
| A/C | 45 | Stati Uniti (bandiera) | Cowens, Dave      | 208 cm  | 93 kg  | 25-10-1953   | Florida State         |
| G/AP | 42 | Stati Uniti (bandiera) | Fernsten, Eric    | 196 cm  | 86 kg  | 01-11-1949   | San Francisco         |
| G | 43 | Stati Uniti (bandiera) | Ford, Chris       | 188 cm  | 79 kg  | 11-01-1956   | Villanova             |
| G | 20 | Stati Uniti (bandiera) | Henderson, Gerald | 193 cm  | 79 kg  | 16-01-1957   | Virginia Commonwealth |
| A | 31 | Stati Uniti (bandiera) | Judkins, Jeff     | 203 cm  | 93 kg  | 23-03-1955   | Utah                  |
| A/C | 32 | Stati Uniti (bandiera) | Maravich, Pete    | 208 cm  | 95 kg  | 22-06-1957   | LSU                   |
| C | 0 | Stati Uniti (bandiera) | Maxwell, Cedric   | 213 cm  | 104 kg | 21-11-1953   | Charlotte             |
| A/C | 53 | Stati Uniti (bandiera) | Robey, Rick       | 211 cm  | 104 kg | 30-01-1956   | Kentucky              |

| \| Pos. \| Num. \| Naz. \| Nome \| Altezza \| Peso \| Data nascita \| Provenienza \| \| ---- \| ---- \| ---- \| ----------------- \| ------- \| ------ \| ------------ \| --------------------------------- \| \| A \| \| \| Barry, Rick \| 201 cm \| 93 kg \| 28-03-1944 \| Miami (FL) \| \| A \| \| \| Bradley, Alonzo \| 198 cm \| 86 kg \| 16-10-1953 \| Texas Southern \| \| G \| 10 \| \| Dunleavy, Mike \| 191 cm \| 82 kg \| 21-03-1954 \| South Carolina \| \| A \| 1 \| \| Garrett, Calvin \| 201 cm \| 86 kg \| 11-07-1956 \| Oral Roberts \| \| G \| 7 \| \| Henderson, Tom \| 191 cm \| 86 kg \| 26-01-1952 \| Hawaiʻi \| \| A \| 2 \| \| Johnson, Lee \| 211 cm \| 93 kg \| 16-06-1957 \| Montana \| \| A \| 22 \| \| Jones, Major \| 206 cm \| 102 kg \| 09-07-1943 \| Albany State (GA) \| \| G \| 33 \| \| Leavell, Allen \| 185 cm \| 77 kg \| 27-05-1957 \| Oklahoma City \| \| A/C \| 25 \| \| Malone, Moses \| 208 cm \| 98 kg \| 23-03-1955 \| Petersburg High School (Virginia) \| \| C \| \| \| Mokeski, Paul \| 213 cm \| 113 kg \| 03-01-1957 \| Kansas \| \| G \| 23 \| \| Murphy, Calvin \| 175 cm \| 75 kg \| 09-05-1948 \| Niagara \| \| A/C \| 3 \| \| Paultz, Billy \| 211 cm \| 107 kg \| 30-07-1948 \| St. John's \| \| G/AP \| 43 \| \| Reid, Robert \| 203 cm \| 93 kg \| 30-08-1955 \| St. Mary's (TX) \| \| A \| 35 \| \| Stroud, John \| 201 cm \| 98 kg \| 29-10-1957 \| Mississippi \| \| A \| 42 \| \| Tomjanovich, Rudy \| 203 cm \| 99 kg \| 24-11-1948 \| Michigan \| \| A/C \| 34 \| \| Willoughby, Bill \| 203 cm \| 93 kg \| 20-05-1957 \| Dwight Morrow High School \| | Allenatore - Del Harris Assistente/i - Carroll Dawson (Vice) - Herb Brown (Vice) Legenda - (C) Capitano - (FA) Free agent - (S) Sospeso - (TW) Contratto Two-way - (GL) Assegnato a squadra G League affiliata - Infortunato Roster • Transazioni · Ultima transazione: 28 giugno 1981 |                        |                   |         |        |              |                                   |
| Pos. | Num. | Naz.                   | Nome              | Altezza | Peso   | Data nascita | Provenienza                       |
| A | | Stati Uniti (bandiera) | Barry, Rick       | 201 cm  | 93 kg  | 28-03-1944   | Miami (FL)                        |
| A | | Stati Uniti (bandiera) | Bradley, Alonzo   | 198 cm  | 86 kg  | 16-10-1953   | Texas Southern                    |
| G | 10 | Stati Uniti (bandiera) | Dunleavy, Mike    | 191 cm  | 82 kg  | 21-03-1954   | South Carolina                    |
| A | 1 | Stati Uniti (bandiera) | Garrett, Calvin   | 201 cm  | 86 kg  | 11-07-1956   | Oral Roberts                      |
| G | 7 | Stati Uniti (bandiera) | Henderson, Tom    | 191 cm  | 86 kg  | 26-01-1952   | Hawaiʻi                           |
| A | 2 | Stati Uniti (bandiera) | Johnson, Lee      | 211 cm  | 93 kg  | 16-06-1957   | Montana                           |
| A | 22 | Stati Uniti (bandiera) | Jones, Major      | 206 cm  | 102 kg | 09-07-1943   | Albany State (GA)                 |
| G | 33 | Stati Uniti (bandiera) | Leavell, Allen    | 185 cm  | 77 kg  | 27-05-1957   | Oklahoma City                     |
| A/C | 25 | Stati Uniti (bandiera) | Malone, Moses     | 208 cm  | 98 kg  | 23-03-1955   | Petersburg High School (Virginia) |
| C | | Stati Uniti (bandiera) | Mokeski, Paul     | 213 cm  | 113 kg | 03-01-1957   | Kansas                            |
| G | 23 | Stati Uniti (bandiera) | Murphy, Calvin    | 175 cm  | 75 kg  | 09-05-1948   | Niagara                           |
| A/C | 3 | Stati Uniti (bandiera) | Paultz, Billy     | 211 cm  | 107 kg | 30-07-1948   | St. John's                        |
| G/AP | 43 | Stati Uniti (bandiera) | Reid, Robert      | 203 cm  | 93 kg  | 30-08-1955   | St. Mary's (TX)                   |
| A | 35 | Stati Uniti (bandiera) | Stroud, John      | 201 cm  | 98 kg  | 29-10-1957   | Mississippi                       |
| A | 42 | Stati Uniti (bandiera) | Tomjanovich, Rudy | 203 cm  | 99 kg  | 24-11-1948   | Michigan                          |
| A/C | 34 | Stati Uniti (bandiera) | Willoughby, Bill  | 203 cm  | 93 kg  | 20-05-1957   | Dwight Morrow High School         |

#### Risultati
| Arbitri: | Darell Garretson John Vanak |

|                                                                         |            |                                                                                      |
| L. Bird 18                                                              | Punti      | R. Reid 27                                                                           |
| L. Bird 9                                                               | Assist     | M. Dunleavy 7                                                                        |
| L. Bird 21                                                              | Rimbalzi   | M. Malone 15                                                                         |
| Archibald, Bird, Ford, Maxwell, Parish (Carr, Henderson, McHale, Robey) | Formazioni | Dunleavy, Henderson, Malone, Paultz, Reid (Leavell, Murphy, Tomjanovich, Willoughby) |

| Arbitri: | Jake O'Donnell Ed T. Rush |

|                                                                         |            |                                                                                  |
| L. Bird 19                                                              | Punti      | M. Malone 31                                                                     |
| N. Archibald, G. Henderson 4                                            | Assist     | R. Reid, T. Henderso, A. Leavell 3                                               |
| L. Bird 21                                                              | Rimbalzi   | M. Malone 15                                                                     |
| Archibald, Bird, Ford, Maxwell, Parish (Carr, Henderson, McHale, Robey) | Formazioni | Dunleavy, Henderson, Malone, Paultz, Reid (Garrett, Leavell, Murphy, Willoughby) |

| Arbitri: | John Vanak Earl Strom |

| |            |                                                                                           |
| M. Malone 23                                                                                         | Punti      | C. Maxwell 19                                                                             |
| M. Malone, R. Reid, A. Leavell 2                                                                     | Assist     | L. Bird 10                                                                                |
| M. Malone 15                                                                                         | Rimbalzi   | L. Bird 13                                                                                |
| Dunleavy, Henderson, Malone, Paultz, Reid (Garrett, Jones, Leavell, Murphy, Tomjanovich, Willoughby) | Formazioni | Archibald, Bird, Ford, Maxwell, Parish (Carr, Duerod, Fernsten, Henderson, McHale, Robey) |

| Arbitri: | Darell Garretson Ed T. Rush |

|                                                        |            |                                                                                           |
| M. Dunleavy 28                                         | Punti      | C. Maxwell 24                                                                             |
| T. Henderson 9                                         | Assist     | L. Bird 7                                                                                 |
| M. Malone 22                                           | Rimbalzi   | C. Maxwell 14                                                                             |
| Dunleavy, Henderson, Malone, Paultz, Reid (Willoughby) | Formazioni | Archibald, Bird, Ford, Maxwell, Parish (Carr, Duerod, Fernsten, Henderson, McHale, Robey) |

| Arbitri: | Earl Strom Paul Mihalik Joe Gushue |

|                                                                                           |            | |
| C. Maxwell 28                                                                             | Punti      | M. Malone 20                                                                                         |
| L. Bird 8                                                                                 | Assist     | A. Leavell 6                                                                                         |
| C. Maxwell 15                                                                             | Rimbalzi   | M. Malone 11                                                                                         |
| Archibald, Bird, Ford, Maxwell, Parish (Carr, Duerod, Fernsten, Henderson, McHale, Robey) | Formazioni | Dunleavy, Henderson, Malone, Paultz, Reid (Garrett, Jones, Leavell, Murphy, Tomjanovich, Willoughby) |

| Arbitri: | Jake O'Donnell Jack Madden |

|                                                                                 |            |                                                                                           |
| R. Reid 27                                                                      | Punti      | L. Bird 27                                                                                |
| R. Reid, T. Henderson 5                                                         | Assist     | T. Archibald 12                                                                           |
| M. Malone 16                                                                    | Rimbalzi   | L. Bird 13                                                                                |
| Dunleavy, Henderson, Malone, Paultz, Reid (Garrett, Jones, Leavell, Willoughby) | Formazioni | Archibald, Bird, Ford, Maxwell, Parish (Carr, Duerod, Fernsten, Henderson, McHale, Robey) |

| Campione NBA 1981         |
| ------------------------- |
| Boston Celtics 14º titolo |

#### Hall of famer
| NBA Finals | Atleta         | Squadra         | Anno |            |
| ---------- | -------------- | --------------- | ---- | ---------- |
| Giocatore  | Nate Archibald | Boston Celtics  | 1991 | Giocatore  |
| Giocatore  | Larry Bird     | Boston Celtics  | 1998 | Giocatore  |
| Giocatore  | Kevin McHale   | Boston Celtics  | 1999 | Giocatore  |
| Giocatore  | Robert Parish  | Boston Celtics  | 2003 | Giocatore  |
| Allenatore | Bill Fitch     | Boston Celtics  | 2019 | Allenatore |
| Giocatore  | Moses Malone   | Houston Rockets | 2001 | Giocatore  |
| Giocatore  | Calvin Murphy  | Houston Rockets | 1993 | Giocatore  |

#### MVP delle Finali
- #31 Cedric Maxwell, Boston Celtics.

## Squadra vincitrice

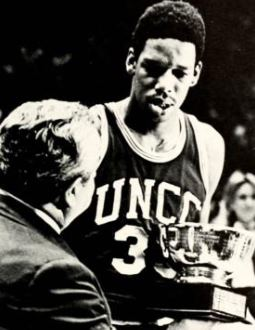
1. 31 Cedric Maxwell, Boston Celtics.

| N° | Naz.                   | Ruolo | Sportivo         |  | Alt. |  |
| -- | ---------------------- | ----- | ---------------- |  | ---- |  |
| 00 | Stati Uniti (bandiera) | C     | Robert Parish    |  | 216  |  |
| 7  | Stati Uniti (bandiera) | P     | Nate Archibald   |  | 185  |  |
| 20 | Stati Uniti (bandiera) | G     | Wayne Kreklow    |  | 193  |  |
| 30 | Stati Uniti (bandiera) | G     | M.L. Carr        |  | 198  |  |
| 31 | Stati Uniti (bandiera) | AP    | Cedric Maxwell   |  | 203  |  |
| 32 | Stati Uniti (bandiera) | AG    | Kevin McHale     |  | 209  |  |
| 33 | Stati Uniti (bandiera) | AP    | Larry Bird       |  | 206  |  |
| 40 | Stati Uniti (bandiera) | P     | Terry Duerod     |  | 188  |  |
| 42 | Stati Uniti (bandiera) | G     | Chris Ford       |  | 196  |  |
| 43 | Stati Uniti (bandiera) | P     | Gerald Henderson |  | 188  |  |
| 45 | Stati Uniti (bandiera) | C     | Eric Fernsten    |  | 209  |  |
| 53 | Stati Uniti (bandiera) | AG    | Rick Robey       |  | 208  |  |
|    | Stati Uniti (bandiera) | All.  | Bill Fitch       |  |      |  |

## Statistiche
Aggiornate al 12 settembre 2021.
| Categoria | Singola prestazione | Singola prestazione | Singola prestazione | Media             | Media               | Media | Media |
| Categoria | Giocatore           | Squadra             | Max                 | Giocatore         | Squadra             | Media | PG    |
| --------- | ------------------- | ------------------- | ------------------- | ----------------- | ------------------- | ----- | ----- |
| Punti     | Moses Malone        | Houston Rockets     | 42                  | George Gervin     | San Antonio Spurs   | 27,1  | 7     |
| Rimbalzi  | Moses Malone        | Houston Rockets     | 23                  | Kermit Washington | Portland T. Blazers | 17,3  | 3     |
| Assist    | Nate Archibald      | Boston Celtics      | 14                  | Norm Nixon        | L.A. Lakers         | 8,7   | 3     |